# Humanists UK

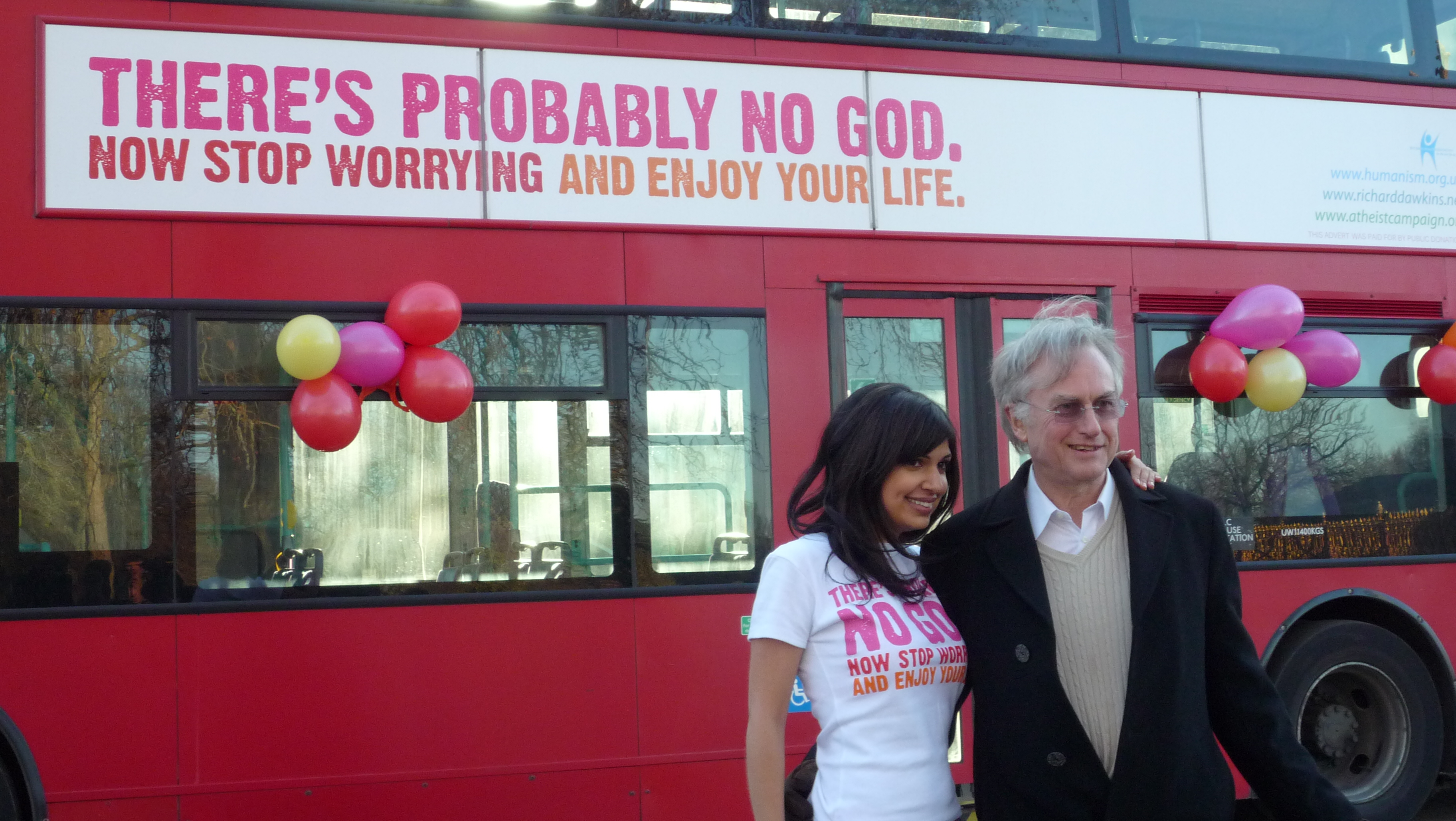
Atheist Bus Campaign 2009 met Ariane Sherine en Richard Dawkins

Humanists UK, van 1967 tot mei 2017 bekend als British Humanist Association (BHA), van 1920 tot 1967 als de Ethical Union en van 1896 tot 1920 als de Union of Ethical Societies, is een Britse charitatieve organisatie die seculier humanisme bevordert ernaar streeft om "mensen die een goed leven willen leiden zonder religieus geloof of bijgeloof" te vertegenwoordigen door campagne te voeren met betrekking tot onderwerpen die relevant zijn voor humanisme, secularisme en mensenrechten.
De organisatie ondersteunt ook humanistische en niet-religieuze ceremonies in Engeland en Wales, Noord-Ierland en het Brits Kroonbezit en onderhoudt een nationaal netwerk van beëdigde ceremoniemeesters voor humanistische uitvaarten, bruiloften en babynaamgeving, met daarnaast een netwerk van vrijwilligers die ongelovigen geestelijk verzorgen in ziekenhuizen en gevangenissen. Andere charitatieve activiteiten zijn onder meer het gratis verstrekken van educatief materiaal aan docenten, ouders en instituten; een ondersteuningsnetwerk voor afvalligen die moeilijkheden ervaren bij het verlaten van dwangmatige religies en sektes; het bevorderen van tolerantie en begrip tussen religieuze gemeenschappen en ongelovigen en het bevorderen van begrip van wat humanisme is. De huidige voorzitter van Humanists UK is professor Alice Roberts de directeur is Andrew Copson. De vereniging heeft momenteel 70 geaffilieerde regionale en bijzondere belangengroepen en zegt anno 2018 ongeveer 70.000 leden en sympathisanten te hebben.
Humanists UK heeft ook afdelingen die opereren met een nationale staf in Wales en Noord-Ierland. Wales Humanists en Northern Ireland Humanists hebben allebei een adviesraad en een ontwikkelingsdirecteur. Wales Humanists en Northern Ireland Humanists voeren in Cardiff en Belfast campagne over zaken waarin Wales en Noord-Ierland autonome bevoegdheden hebben en streven naar uitbreiding van de voorzieningen met betrekking tot humanistische ceremonies, geestelijke verzorging en ondersteuning van docenten in die landen.